# Asociația Clubul Sportiv Poli Timișoara 2017-2018
Questa voce raccoglie le informazioni riguardanti l'Asociația Clubul Sportiv Poli Timișoara nelle competizioni ufficiali della stagione 2017-2018.

## Rosa
Aggiornata al 4 ottobre 2017.
| N. |                    | Ruolo | Calciatore         |
| -- | ------------------ | ----- | ------------------ |
| 1  | Romania (bandiera) | P     | Mădălin Smaranda   |
| 2  | Romania (bandiera) | D     | Denis Haruț        |
| 3  | Romania (bandiera) | D     | Ionuț Murariu      |
| 5  | Romania (bandiera) | C     | Cosmin Bîrnoi      |
| 6  | Georgia (bandiera) | D     | Akaki Khubutia     |
| 7  | Romania (bandiera) | C     | Alexandru Ciucur   |
| 8  | Romania (bandiera) | C     | Marius Croitoru    |
| 9  | Romania (bandiera) | A     | Alexandru Popovici |
| 10 | Romania (bandiera) | C     | Cătălin Doman      |
| 13 | Romania (bandiera) | C     | Gabriel Vașvari    |
| 14 | Romania (bandiera) | C     | Andrei Enescu      |
| 15 | Romania (bandiera) | D     | Cristian Bocșan    |
| 17 | Romania (bandiera) | D     | Cristian Melinte   |
| 18 | Romania (bandiera) | C     | Andrei Artean      |

| N. |                    | Ruolo | Calciatore         |  |
| -- | ------------------ | ----- | ------------------ |  |
| 19 | Romania (bandiera) | A     | Sebastian Velcotă  |  |
| 20 | Romania (bandiera) | D     | Alexandru Țigănașu |  |
| 22 | Romania (bandiera) | C     | Alexandru Munteanu |  |
| 23 | Romania (bandiera) | D     | Gabriel Cânu       |  |
| 24 | Romania (bandiera) | D     | George Neagu       |  |
| 25 | Romania (bandiera) | P     | Cătălin Straton    |  |
| 29 | Romania (bandiera) | C     | Adrian Zaluschi    |  |
| 30 | Romania (bandiera) | D     | Alin Șeroni        |  |
| 32 | Romania (bandiera) | D     | Bogdan Străuț      |  |
| 33 | Romania (bandiera) | P     | Vasile Curileac    |  |
| 43 | Romania (bandiera) | C     | Slagian Andreici   |  |
| 46 | Romania (bandiera) | C     | Lucian Oprea       |  |
| 77 | Uganda (bandiera)  | A     | Kayondo Mahadi     |  |
| 85 | Romania (bandiera) | A     | Octavian Drăghici  |  |